# Sankt Petersburger Zeitung
Sankt Petersburger Zeitung – niemieckojęzyczna gazeta wydawana w Petersburgu w czasach Imperium Rosyjskiego.
„Sankt Petersburger Zeitung” była najstarszą nierosyjską i zarazem jedną z najstarszych gazet Rosji. Została założona w 1727 r. i do początku lat 70. XIX w. była wydawana przez Rosyjską Akademię Nauk, a następnie przez ministerstwo oświaty. Od 1874 r. jej redaktorem był Paul von Kügelgen. Cztery lata później został także jej dzierżawcą. Pod koniec 1914 r. gazeta przestała się ukazywać. Nakład wynosił ok. 6000 egzemplarzy.